# Anomogenes morphnopa
Anomogenes morphnopa là một loài bướm đêm trong họ Geometridae.